# Церковь Пресвятой Девы Марии Кармельской (Гатчина)
Це́рковь Пресвятой Девы Марии Карме́льской — действующий католический храм в городе Гатчине Ленинградской области.

## История

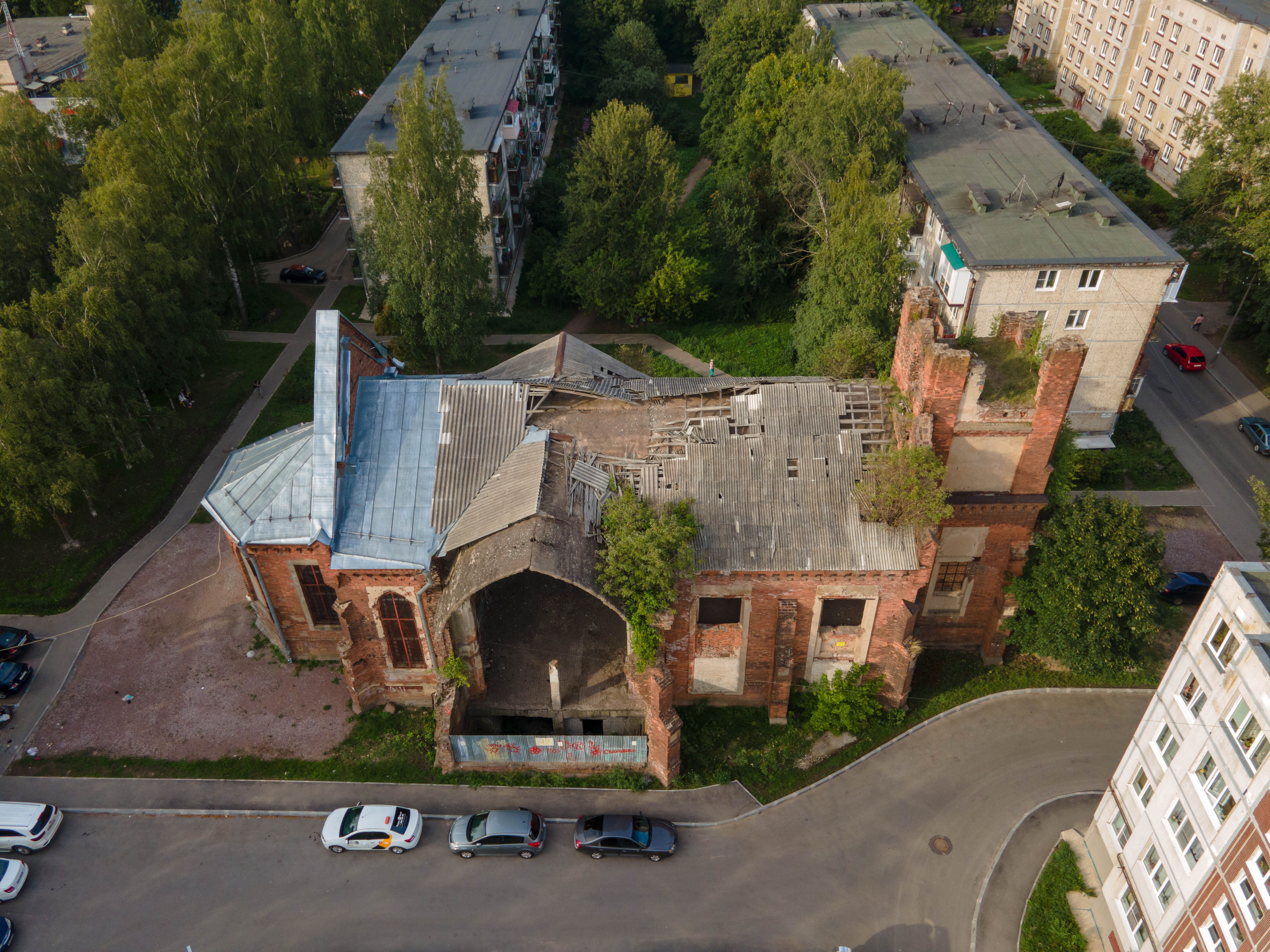
Руины церкви в 2021 году

Закладка каменной Римско-католической церкви в Гатчине на Александровской улице была совершена 3 июля 1906 года. Строительство шло возле существовавшей ветхой деревянной часовни Христа Спасителя. Церковь строилась по проекту гражданского архитектора Льва Петровича Шишко. Строительство продолжалось с перерывами до 1911 года при участии архитекторов Петра Трифанова, Леонида Харламова и Александра Барышникова.
Церковь была торжественно освящена 13 ноября 1911 года епископом Иоанном Цепляком во имя Пресвятой Девы Марии и приписана к католической церкви Святой Екатерины в Санкт-Петербурге.
Здание было выдержано в стиле европейской неоготики.
Церковь подвергалась временному закрытию с 17 июля 1922 года по 2 июня 1923 года. Фактически она перестала действовать в 1937 году, хотя священник В. Чегис был арестован ещё в 1931 году за «антисоветскую пропаганду и организацию нелегальных католических обществ». Официально же храм был закрыт по постановлению Президиума Леноблисполкома лишь 15 января 1939 года. До войны в её стенах была устроена пекарня. В годы Великой Отечественной войны здание церкви серьёзно пострадало, и после окончания войны в её развалинах разместили столярную мастерскую и гараж.
В 1992 году в Гатчине начато возрождение католического прихода, который был зарегистрирован 6 апреля 1993 года. Уже 11 апреля 1993 года священник Джузеппе Пеллиццари SDB совершил Пасхальную литургию в городской библиотеке им. А. И. Куприна. Первоначально богослужения в основном проводились в актовом зале профтехучилища № 213.
В 1994 году (официально 22 сентября 1995 года) полуразрушенное здание церкви возвратили верующим и летом 1996 года в боковой деревянной пристройке, а с лета 1997 года в отреставрированной алтарной части возобновились регулярные богослужения. 13 ноября 2011 года община отметила 100-летие храма.
Тем не менее, до настоящего времени храм так и не восстановлен.

## Духовенство
| Настоятели церкви                     | Настоятели церкви                                 |
| Даты                                  | Настоятель                                        |
| ------------------------------------- | ------------------------------------------------- |
| 1910-октябрь 1913 гг.                 | о. Казимир Скрында                                |
| 6 ноября 1913-ноябрь 1915 гг.         | о. Франциск Трасун                                |
| 28 ноября 1915 — август 1918 гг.      | о. Станислав Иртман                               |
| 24 августа 1918 — декабрь 1919 гг.    | о. Александр Иодовалькис (1880- +1962)            |
| 20 декабря 1919 — 15 августа 1931 гг. | о. Владислав Антонович Чегис (1888- + после 1938) |
| 1931 — август 1935 гг.                | о. Жан-Морис Амудрю (1878- + 1961)                |
| август 1935—1937 гг.                  | о. Мишель-Кловис Флоран (1902- + 1995)            |
| 1994 — 2001 гг.                       | о. Веслав Домбровский SDB                         |
| 2001 — 2008 гг.                       | о. Владимир Кабак SDB                             |
| 2008 — 2012 гг.                       | о. Хенрик Богушевский SDB (1946—2019)             |
| 2012 — 2016 гг.                       | о. Владимир Кабак SDB                             |
| 2016 — 2021 гг.                       | о. Аркадий Грабовский SDB                         |
| с 2021 г.                             | о. Ежи Глински SDB                                |

## Источник
- Дымшиц С. И., Шаталова Н. А. Костел Пресвятой Девы Марии Кармельской в Гатчине: к 100-летию освящения // Фонтанка: Культурно-исторический альманах. — 2012. — № 11. — С. 72—79.
- Козлов-Струтинский С. Г. 100 лет гатчинскому католическому храму. — Гатчина: Религиозная организация Римско-католической Церкви Приход Божьей Матери Кармельской в г. Гатчине Ленинградской области, 2011.
- Шкаровский М. В., Черепенина Н. Ю., Шикер А. К. Римско-католическая Церковь на Северо-западе России в 1917—1945 гг. — СПб.: Нестор, 1998. — С. 109—110.